# Фундурій Векь
Фундурій Векь (рум. Fundurii Vechi) — село у Глоденському районі Молдови. Утворює окрему комуну.

## Населення
За даними перепису населення 2004 року у селі проживали 3519 осіб.
Національний склад населення села:
| Національність       | Кількість осіб | Відсоток   |
| -------------------- | -------------- | ---------- |
| молдавани румуни     | 3410 31        | 96,9% 0,9% |
| українці             | 41             | 1,2%       |
| росіяни              | 29             | 0,8%       |
| поляки               | 3              | 0,1%       |
| гагаузи              | 1              | < 0,1%     |
| болгари              | 1              | < 0,1%     |
| інша / без відповіді | 3              | 0,1%       |
| Всього               | 3519           | 100%       |